# Фынтына Албэ
Фынтына Албэ (рум. Fîntîna Albă) — село в Единецком районе Молдавии. Наряду с селом Паркова входит в состав коммуны Паркова.

## География
Село расположено на высоте 183 метров над уровнем моря.

## История
В советское время в селе действовал колхоз имени Котовского (позднее — «Скынтея») Братушанского района. В этом колхозе трудилась Герой Социалистического Труда доярка Юлия Григорьевна Бодю.

## Население
По данным переписи населения 2004 года, в селе Фынтына Албэ проживает 806 человек (397 мужчин, 409 женщин).
Этнический состав села:
| Национальность | Число жителей | Процентный состав |
| -------------- | ------------- | ----------------- |
| молдаване      | 773           | 95.91             |
| румыны         | 19            | 2.36              |
| украинцы       | 10            | 1.24              |
| русские        | 3             | 0.37              |
| прочие         | 1             | 0.12              |
| Всего          | 806           | 100 %             |